# 2023 في الجزائر
هذه المقالة تتضمن أهم الأحداث التي حدثت في الجزائر في سنة 2023.

## الحُكم
- رئيس الجمهورية – عبد المجيد تبون
- رئيس الحكومة – أيمن بن عبد الرحمان
- وزير الداخلية – كمال بلجود

## الأحـداث
- 9 يناير/جانفي - وفاة 17 شخصًا اختناقًا بغاز أحادي أكسيد الكربون في الجزائر.[1]
- 24 يوليو/جويلية - وزارة الداخلية: 15 قتيلا في موجة حرائق تجتاح 16 ولاية.[2]

## وفـيات

خالد نزار

- 26 أبريل - عبد الحميد حمداني، سياسي جزائري (60 سنة).
- 27 أبريل - قدور إبراهيم زكريا، مُخرج سينمائي تلفزيوني جزائري (76 سنة).
- 26 أكتوبر - يوسف الخطيب، ثوري سياسي وعسكري قائد الولاية التاريخية الرابعة الجزائرية. (90 سنة).
- 29 ديسمبر - خالد نزار، عسكري و عضو المجلس الأعلى للدولة السابق. (86 سنة).

## الـمراجع
1. ↑  وفاة 17 شخصًا اختناقًا بغاز أحادي أكسيد الكربون في الجزائر نسخة محفوظة 2023-01-12 على موقع واي باك مشين.
2. ↑  15 قتيلاً في حرائق مستعرة شرق الجزائر نسخة محفوظة 2023-07-24 على موقع واي باك مشين.